# Registeel
Registeel is een fictief wezen uit de Pokémon anime en spelwereld. Het is een legendarische Pokémon uit de Hoenn-regio van het type Staal. Hij is een van de drie “Regi” Pokémon, samen met Regirock en Regice.

## Uiterlijk
Registeel is een grote golem gemaakt uit metaal. Hoewel hij een Staal-type is, bestaat zijn lichaam uit een metaal dat niet op Aarde kan worden gevonden. Zijn lichaam is ook opmerkelijk flexibel voor een metaal. Hij heeft een hexagonaal braille patroon als gezicht.

## In de videospellen
Registeel komt het eerst voor in de generatie 3 spellen, Ruby, Sapphire en Emerald. Registeel kan alleen gevangen worden in de Ancient Tomb (Oude Tombe). Hiervoor moet de speler eerst een bezoek brengen aan de Sealed Chamber (Verzegelde Kamer), aangezien de Tombe anders niet open is. Eenmaal binnen, moet de speler nog een taak in brailleschrift uitvoeren, voordat de binnenste kamer geopend wordt waar Registeel slaapt.
In de generatie 4 spellen, moet de speler alle drie de Regi's, inclusief Registeel, in zijn of haar team hebben voordat Regigigas ontwaakt.

## In de anime
Registeel komt voor het eerst voor in "Strijd Zuster Joy", in het bezit van Piramide Koning Brandon. Brandon gebruikt hem in zijn tweede gevecht tegen Ash. Na een lang gevecht met Ash's Torkoal, verslaat Registeel de Kolen Pokémon met een Zap Kannon.
In de Diamond & Pearl-serie komt Registeel opnieuw voor, wanneer Brandon het opneemt tegen Paul. Registeel verslaat met gemak Paul's Nidoking voordat Brandon hem weer terugroept. In de daaropvolgende aflevering, "Pilaren van Vrienschap", helpt Registeel Regigigas te beschermen tegen Pokémon Jager J en wordt in steen verandert door J's armband. Op het eind blijft hij samen met Regirock, Regice en Brandon bij de Snowpoint Tempel achter om de slapende Regigigas te beschermen.
Registeel komt ook voor in de achtste Pokemon film: Lucario en het Mysterie van Mew als bewaker van de Boom van het Begin.

## Krachten en vaardigheden
Registeel's speciale vaardigheid is Vrij Lichaam. Dit houdt in dat Registeel’s statistieken niet verlaagd kunnen worden door de tegenstander.
Registeel’s sterke punten zijn zijn hoge weerstand tegen fysieke en speciale aanvallen. Zowel zijn fysieke als zijn speciale aanvallen zijn minder sterk.
Registeel kan verschillende sterke aanvallen leren zoals IJzeren Hoofd, Flits Kannon en Hydrostraal.